# Waterford
Waterford (từ tiếng Norse cổ: Veðrafjǫrðr / Vedrafjord có nghĩa là "vịnh hẹp mũi nhọn" hay "vịnh hẹp gió"- tiếng Ireland: Cảng Láirge có nghĩa là "cảng của Lárag") là một thành phố trong khu vực Đông Nam của Ireland.

## Lịch sử
Waterford là thành phố lâu đời nhất trong nước và lớn thứ năm về dân số. Hội đồng thành phố Waterford là cơ quan chính quyền địa phương cho thành phố và vùng nội địa trực tiếp của nó. Dân số của thành phố trong năm 2006 là 49.213 người, trong đó có 45.748 sống trong giới hạn thành phố, và 3.465 người sống ở vùng ngoại ô trong hạt Kilkenny. Con số khu vực đô thị là không chính thức vì nó là bao gồm cả Tramore, Dunmore Đông, Passage Đông. và Cheekpoint
Waterford được kết nối bằng đường sắt, xe buýt, đường bộ, đường hàng không (sân bay Waterford) và biển. Waterford được kết nối với Cork, Dublin, Limerick, Rosslare Europort, Wexford và Dungarvan. Các đường cao tốc M9 đã được hoàn thành vào ngày 09 tháng 9 năm 2010, kết nối Waterford và Dublin. Thành phố đã kết nối đường sắt Dublin và các thị trấn khác ở phía Nam-Đông. Dịch vụ xe buýt hoạt động trên khắp các trung tâm thành phố và khu vực. Waterford sân bay nằm 9 km bên ngoài trung tâm thành phố.
Thành phố có 21 trường tiểu học và 9 trường trung học.
Có một tổ chức giáo dục bậc đại học ở Waterford: Viện Công nghệ Waterford, hiện đang được xem xét tình trạng các trường đại học. Waterford College of Further Education trước đây gọi là Viện Kỹ thuật Trung ương (CTI), là một bài viết Để Giấy chứng nhận viện nằm trên Parnell. St, thành phố Waterford. Nó được thành lập vào năm 1906 và kỷ niệm trăm năm của nó vào năm 2005. Waterford là trung tâm dân số lớn nhất và thành phố duy nhất ở Cộng hòa Ireland mà không có một Đại học Quốc gia.